# Zeidelmuseum

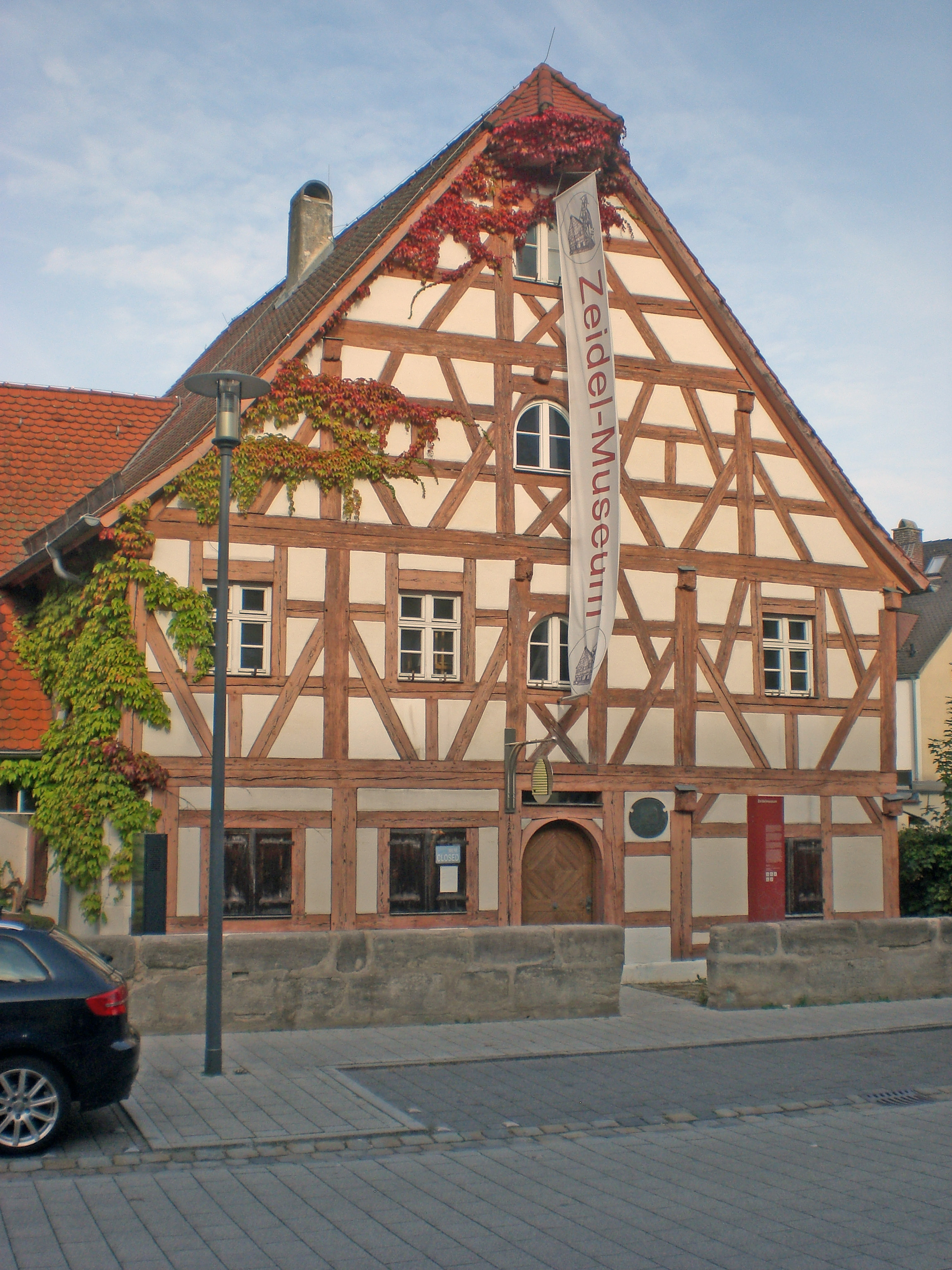
Das Zeidelmuseum (2023)

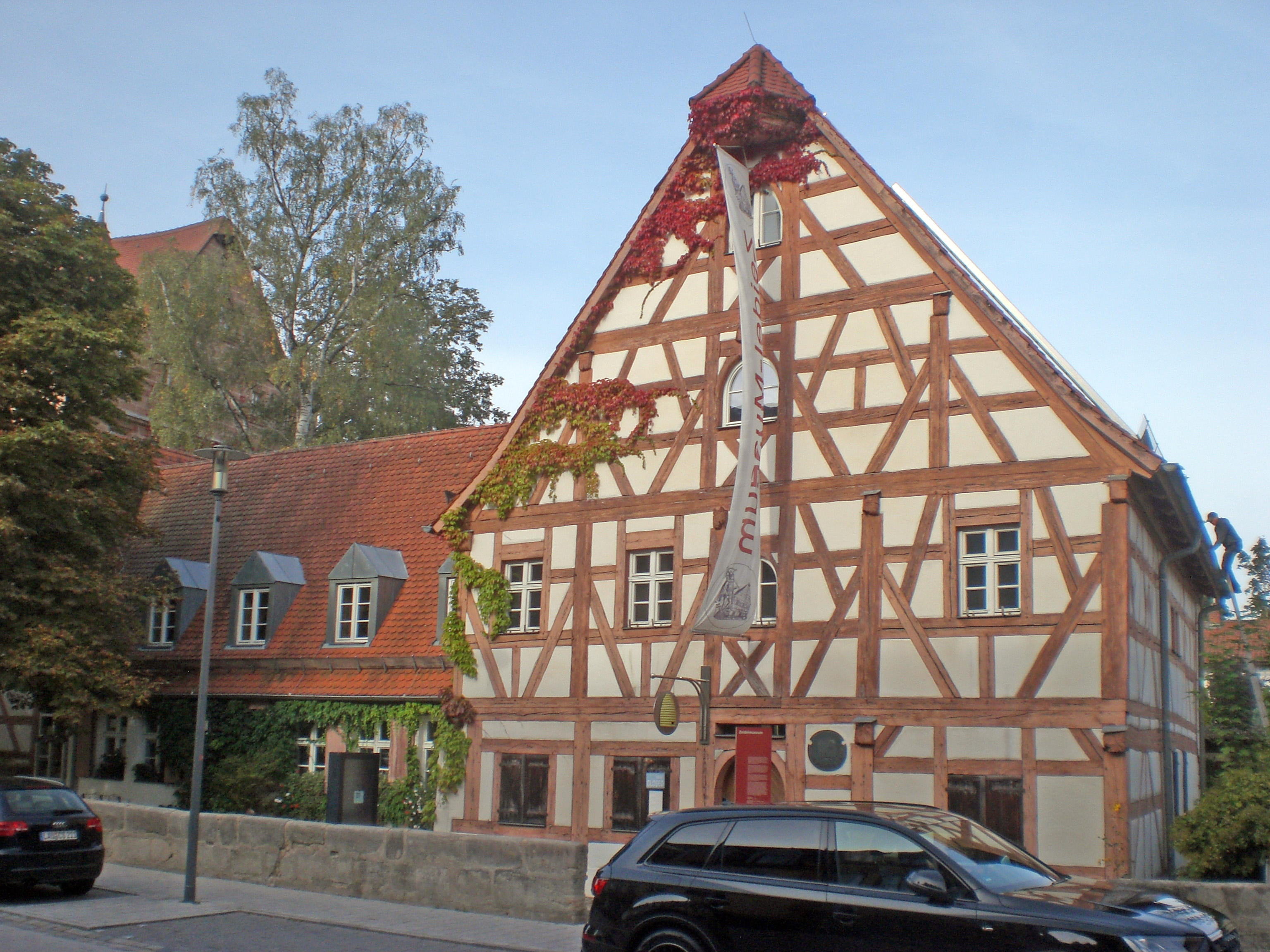
Das Zeidelmuseum mit der Bücherei (2023)

Das Zeidelmuseum ist ein 1986 gegründetes Imkermuseum im ehemaligen Hutzlerhaus in Feucht. Der Ort war aufgrund seiner Lage im kaiserlichen Reichswald seit dem Mittelalter ein Zentrum der Bienenhaltung mit Honig- und Wachsgewinnung, der sogenannten Zeidlerei.

## Beschreibung
Nach dem Tod von Hans Hutzler, dem letzten Besitzer des dreistöckigen Hutzlerhauses, fanden sich keine Erben, die bereit waren, in die Renovierung und Sanierung des denkmalgeschützten Hauses zu investieren, um es weiter zu nutzen. Die Gemeinde erwarb das Gebäudeensemble, ließ es von Grund auf restaurieren und überließ das Haus dem Zeidlerwesen-Erhaltungs-Verein, um dort ein Museum einzurichten. Den Verein hatte der Apothekenbesitzer Wolfgang Mittwoch mit seinen Bienenfreunden 10 Jahre zuvor gegründet. Die Vereinsmitglieder stellten bereits einige Demonstrations-Objekte in der Schulaula aus. Sie steuerten aus eigenen Beständen alte und neue Imkereigeräte bei und sammelten solche in ganz Deutschland und darüber hinaus. In der Museumsausstellung finden sich beispielsweise Geräte aus Franken, Thüringen, dem Schwarzwald und der Lüneburger Heide mit „Klotzbeuten“, Bienenkörben, Imkerpfeifen, historische Imkertrachten und aktuelle Zweckkleidung, Honigschleudern, Zeidlermesser, Weisel-Käfige, Wabenrähmchen, Wachsmodeln und anderes. Das Museum hält Literatur über die Geschichte der Bienenhaltung ebenso wie wissenschaftliche Abhandlungen über Bienenkunde, Honigtracht und moderne Imkerei, Apitherapie und die antibiotische Wirkung von Bienenprodukten vor. Das Museum beherbergt die Bibliothek des Landesverbandes Bayerischer Imker. Bienenprodukte, darunter Honig mit dem Gütesiegel des Deutschen Imkerbundes können während der ehrenamtlich betreuten Öffnungszeiten erworben werden.
Vereinsmitglieder können für Vorträge gebucht werden und  es werden Kurse für Imker-Anfänger, für Imker-Fortgeschrittene und für Königinnenzucht angeboten. Die praktische Unterrichtung erfolgt im 1988 durch die Mitglieder errichteten Lehrbienenstand im Gauchsbachgrund.
Die Museumsräume sind gleichzeitig Kunstgalerie für wechselnde Ausstellungen regionaler und überregionaler Künstler verschiedener Kunstbereiche, die hier ihre Werke darbieten.